# Animal Racional
| Críticas profissionais | Críticas profissionais |
| Avaliações da crítica  | Avaliações da crítica  |
| Fonte                  | Avaliação              |
| ---------------------- | ---------------------- |
| ProgArchives           | (4.02/5)               |

Animal Racional é a primeira e única coletânea musical do do aclamado músico e compositor mineiro Marco Antônio Araújo. Foi lançado em 1984, em formato LP, de forma independente por sua própria gravadora, a Strawberry Fields. A arte da capa do álbum foi feita a partir da gravura do artista Thales Pereira.

## Faixas
- Todas as músicas compostas por Marco Antônio Araújo.

| Lado A |             |                                                  |         |  |
| N.º    | Título      | Álbum Original                                   | Duração |  |
| 1.     | "Floydiana" | Quando a Sorte Te Solta um Cisne Na Noite (1982) | 7:30    |  |
| 2.     | "Bailado"   | Influências (1981)                               | 4:59    |  |
| 3.     | "Folk Song" | Influências (1981)                               | 10:36   |  |

| Lado B         |                                             |                                                  |         |  |
| N.º            | Título                                      | Álbum Original                                   | Duração |  |
| 4.             | "Influências"                               | Influências (1981)                               | 6:21    |  |
| 5.             | "Quando A Sorte Te Solta Um Cisne Na Noite" | Quando a Sorte Te Solta um Cisne Na Noite (1982) | 7:26    |  |
| 6.             | "Abertura Nº 2"                             | Influências (1981)                               | 8:22    |  |
| Duração total: | Duração total:                              | Duração total:                                   | 45:14   |  |

## Ficha Técnica
- Marco Antônio Araújo - Guitarra, Guitarra Slide, Violão, Arranjos
- Alexandre Araújo - Guitarra
- José Marcos Teixeira - Sintetizadores
- Max Magalhães - Piano
- Eduardo Delgado - Flauta
- Jaques Morelenbaum: Violoncelo
- Ivan Correa - Contrabaixo
- Lincoln Cheib - Bateria
- Nando Carneiro - Arranjo de Sintetizadores (faixa 3)
- Thales Pereira - Arte